# Cymbidium devonianum
Cymbidium devonianum är en orkidéart som beskrevs av Joseph Paxton. Cymbidium devonianum ingår i släktet Cymbidium, och familjen orkidéer. Inga underarter finns listade i Catalogue of Life.

## Bildgalleri

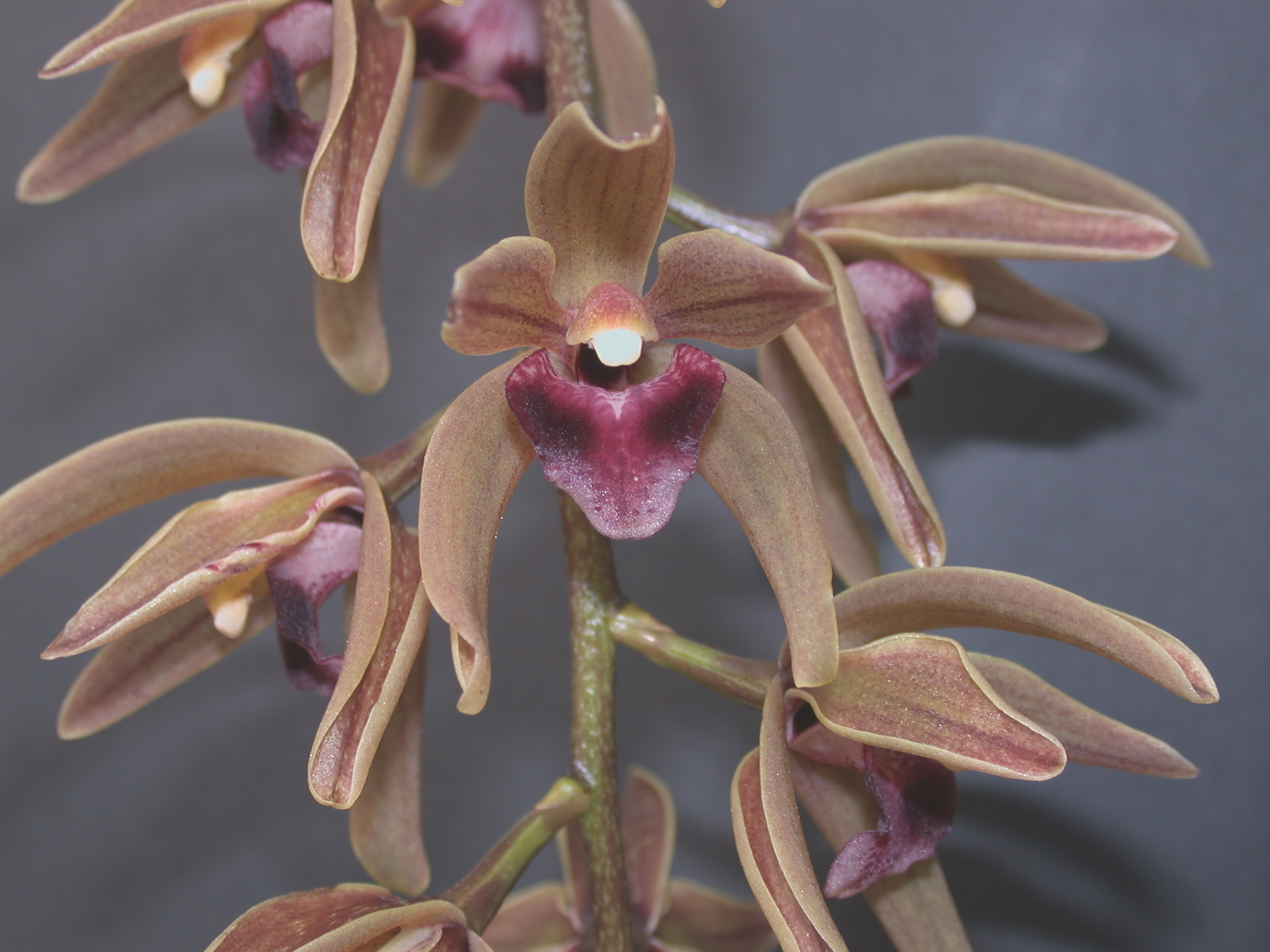